# Zöldek/Európai Szabad Szövetség
A Zöldek/Európai Szabad Szövetség (angolul: The Greens–European Free Alliance, franciául: Les Verts – Alliance libre européenne, németül: Die Grünen – Freie Europäische Allianz) az Európai Parlament (EP) egyik csoportja. A zöldpolitikát és a regionalizmust tartja szem előtt.
A Szövetség négy különálló európai politikai pártból áll: elsősorban az Európai Zöld Párt (EGP) és a Volt Europa (Volt) alkotja, de kisebb részét az Európai Szabad Szövetség (EFA), és az Európai Kalózpárt (PPEU) adja.

## Története
Az 1999-es európai parlamenti választás után létrehozott frakcióban a tagságot általában a progresszív nézeteket valló pártokra korlátozzák. Ezekhez az európai pártokhoz csatlakoztak az el nem kötelezett pártok képviselői, mint például a cseh, a német és a Svéd Kalózpárt. A 2009-es európai parlamenti választásokon 55 helyet szereztek az EP-ben, majd 2014-ben 50 helyet. 2019-ben 74 helyet szerezve története legjobb eredményét érte el a szövetség. Jelenlegi elnökei Philippe Lamberts és Terry Reintke.

## Elnökök
| Társelnök          | Társelnök     | Hivatalba lépés | Hivatal vége | Ország      | Párt                 | Társelnök       | Társelnök | Hivatalba lépés | Hivatal vége | Ország               | Párt              |
| ------------------ | ------------- | --------------- | ------------ | ----------- | -------------------- | --------------- | --------- | --------------- | ------------ | -------------------- | ----------------- |
| Paul Lannoye       |               | 1999            | 2004         | Belgium ·   | Ecolo                | Heidi Hautala   |           | 1999            | 2004         | Finnország           | Zöld Liga         |
| Daniel Cohn-Bendit |               | 2004            | 2014         | Németország | Szövetség ’90 Zöldek | Monica Frassoni |           | 2004            | 2009         | Olaszország          | Zöldek Szövetsége |
| Daniel Cohn-Bendit | Rebecca Harms | 2004            | 2014         | Németország | Szövetség ’90 Zöldek |                 | 2009      | 2016            | Németország  | Szövetség ’90 Zöldek |                   |
| Philippe Lamberts  | Rebecca Harms |                 | 2014         | 2024        | Belgium              | Ecolo           | 2009      | 2016            | Németország  | Szövetség ’90 Zöldek |                   |
| Philippe Lamberts  | Ska Keller    |                 | 2014         | 2024        | Belgium              | Ecolo           | 2016      | 2022            | Németország  | Szövetség ’90 Zöldek |                   |
| Philippe Lamberts  | Terry Reintke |                 | 2014         | 2024        | Belgium              | Ecolo           | 2022      |                 | Németország  | Szövetség ’90 Zöldek |                   |
| Bas Eickhout       | Terry Reintke |                 | 2024         |             | Hollandia            | GroenLinks      | 2022      |                 | Németország  | Szövetség ’90 Zöldek |                   |

## Tagok

### 10. Európai Parlament (2024–2029)

A Zöldek/Európai Szabad Szövetségnek 17 tagállamból vannak képviselői. A sötétzöld a több EP-képviselőt küldő tagállamokat, a világoszöld pedig az egyetlen EP-képviselőt küldő tagállamokat jelöli.

| Ország        | Párt                                | Európai Párt      | Képviselők száma |
| ------------- | ----------------------------------- | ----------------- | ---------------- |
| Ausztria      | Zöldek – A Zöld Alternatíva         | EGP               | 2 / 20           |
| Belgium       | Ecolo                               | EGP               | 1 / 8            |
| Belgium       | Zöld                                | EGP               | 1 / 12           |
| Csehország    | Cseh Kalózpárt                      | PPEU              | 1 / 21           |
| Dánia         | Zöld Baloldal                       | EGP               | 3 / 15           |
| Finnország    | Zöld Liga                           | EGP               | 2 / 15           |
| Franciaország | Az Ökológusok                       | EGP               | 5 / 81           |
| Hollandia     | Baloldali Zöldek                    | EGP               | 4 / 31           |
| Hollandia     | Volt Hollandia                      | Volt Europa       | 2 / 31           |
| Horvátország  | Zöld Baloldal                       | EGP               | 1 / 12           |
| Lettország    | A Haladók                           | EGP               | 1 / 9            |
| Litvánia      | Demokraták Szövetsége "Litvániáért" | EGP               | 1 / 11           |
| Luxemburg     | A Zöldek                            | EGP               | 1 / 6            |
| Németország   | Szövetség ’90/Zöldek                | EGP               | 12 / 96          |
| Németország   | Volt Németország                    | Volt Europa       | 3 / 96           |
| Németország   | Ökológiai Demokrata Párt            | EFA               | 1 / 96           |
| Olaszország   | Zöld Európa                         | EGP               | 4 / 76           |
| Románia       | Nicolae Ștefănuță (független)       | Független         | 1 / 36           |
| Spanyolország | Katalán Republikánus Baloldal       | EFA               | 1 / 61           |
| Spanyolország | Galiciai Nacionalista Blokk         | EFA               | 1 / 61           |
| Spanyolország | Katalónia Közösen                   | EGP (társult tag) | 1 / 61           |
| Spanyolország | Több–Elkötelezettség                | EFA               | 1 / 61           |
| Svédország    | Zöld Párt                           | EGP               | 3 / 21           |
| Európai Unió  | Összesen                            | Összesen          | 54 / 720         |

### 9. Európai Parlament (2019–2024)
| Ország        | Párt                                       | Európai Párt        | Képviselők száma |
| ------------- | ------------------------------------------ | ------------------- | ---------------- |
| Ausztria      | Zöldek – A Zöld Alternatíva                | EGP                 | 3 / 19           |
| Belgium       | Ecolo                                      | EGP                 | 2 / 8            |
| Belgium       | Zöld                                       | EGP                 | 1 / 12           |
| Csehország    | Cseh Kalózpárt                             | PPEU                | 3 / 21           |
| Dánia         | Zöld Baloldal                              | EGP                 | 2 / 14           |
| Finnország    | Zöld Liga                                  | EGP                 | 3 / 14           |
| Franciaország | Az Ökológusok                              | EGP                 | 10 / 79          |
| Franciaország | Csináljuk Korzika!                         | EFA (egyéni tagság) | 1 / 79           |
| Franciaország | Breton Demokratikus Unió                   | EFA                 | 1 / 79           |
| Görögország   | Kózmosz                                    | Nincs               | 1 / 21           |
| Hollandia     | Baloldali Zöldek                           | EGP                 | 3 / 29           |
| Írország      | Zöld Párt                                  | EGP                 | 2 / 13           |
| Lengyelország | Sylwia Spurek (független)                  | Független           | 1 / 52           |
| Litvánia      | Litván Gazdák és Zöldek Uniója             | Nincs               | 2 / 11           |
| Luxemburg     | A Zöldek                                   | EGP                 | 1 / 6            |
| Németország   | Szövetség ’90/Zöldek                       | EGP                 | 21 / 96          |
| Németország   | Ökológiai Demokrata Párt                   | EFA (egyéni tagság) | 1 / 96           |
| Németország   | Német Kalózpárt                            | PPEU                | 1 / 96           |
| Németország   | Volt Németország                           | Volt Europa         | 1 / 96           |
| Németország   | Nico Semsrott (független)                  | Független           | 1 / 96           |
| Olaszország   | Területi Tőke Mozgalom                     | EFA (egyéni tagság) | 1 / 76           |
| Olaszország   | Ignazio Corrao, Rosa D'Amato (függetlenek) | Független           | 2 / 76           |
| Portugália    | Francisco Guerreiro (független)            | Független           | 1 / 21           |
| Románia       | Nicolae Ștefănuță (független)              | Független           | 1 / 33           |
| Spanyolország | Katalán Republikánus Baloldal              | EFA                 | 2 / 59           |
| Spanyolország | Galiciai Nacionalista Blokk                | EFA                 | 1 / 59           |
| Svédország    | Zöld Párt                                  | EGP                 | 3 / 21           |
| Európai Unió  | Összesen                                   | Összesen            | 72 / 705         |

### 8. Európai Parlament (2014–2019)
| Ország             | Párt                           | Európai Párt | Képviselők száma |
| ------------------ | ------------------------------ | ------------ | ---------------- |
| Ausztria           | Zöldek – A Zöld Alternatíva    | EGP          | 3 / 18           |
| Belgium            | Ecolo                          | EGP          | 1 / 21           |
| Belgium            | Zöld                           | EGP          | 1 / 21           |
| Dánia              | Szocialista Néppárt            | EGP          | 1 / 13           |
| Egyesült Királyság | Anglia és Wales Zöld Pártja    | EGP          | 3 / 73           |
| Egyesült Királyság | Skót Nemzeti Párt              | EFA          | 2 / 73           |
| Egyesült Királyság | Plaid Cymru                    | EFA          | 1 / 73           |
| Észtország         | Indrek Tarand (független)      | Független    | 1 / 6            |
| Finnország         | Zöld Liga                      | EGP          | 1 / 13           |
| Franciaország      | Az Ökológusok                  | EGP          | 6 / 74           |
| Hollandia          | Baloldali Zöldek               | EGP          | 3 / 26           |
| Horvátország       | ORaH                           | EGP          | 1 / 11           |
| Lettország         | Lettországi Orosz Unió         | EFA          | 1 / 8            |
| Litvánia           | Litván Gazdák és Zöldek Uniója | Nincs        | 1 / 11           |
| Luxemburg          | A Zöldek                       | EGP          | 1 / 6            |
| Magyarország       | LMP                            | EGP          | 1 / 21           |
| Magyarország       | Párbeszéd Magyarországért      | Nincs        | 1 / 21           |
| Németország        | Szövetség ’90/Zöldek           | EGP          | 11 / 96          |
| Németország        | Német Kalózpárt                | PPEU         | 1 / 96           |
| Németország        | Ökológiai Demokrata Párt       | Nincs        | 1 / 96           |
| Olaszország        | Zöldek Szövetsége              | EGP          | 1 / 73           |
| Spanyolország      | Katalán Republikánus Baloldal  | EFA          | 1 / 54           |
| Spanyolország      | Katalóniai Zöld Kezdeményezés  | EGP          | 1 / 54           |
| Spanyolország      | Kompromisszum Koalíció         | EFA          | 1 / 54           |
| Spanyolország      | Új Katalán Baloldal            | EFA          | 1 / 54           |
| Svédország         | Zöld Párt                      | EGP          | 4 / 20           |
| Szlovénia          | Hiszek                         | Nincs        | 1 / 8            |
| Európai Unió       | Összesen                       | Összesen     | 52 / 751         |

### 7. Európai Parlament (2009–2014)
| Ország             | Párt                          | Európai Párt | Képviselők száma |
| ------------------ | ----------------------------- | ------------ | ---------------- |
| Ausztria           | Zöldek – A Zöld Alternatíva   | EGP          | 2 / 19           |
| Belgium            | Ecolo                         | EGP          | 2 / 22           |
| Belgium            | Zöld                          | EGP          | 1 / 22           |
| Belgium            | Új Flamand Szövetség          | EFA          | 1 / 22           |
| Dánia              | Szocialista Néppárt           | EGP          | 1 / 13           |
| Egyesült Királyság | Anglia és Wales Zöld Pártja   | EGP          | 2 / 73           |
| Egyesült Királyság | Skót Nemzeti Párt             | EFA          | 2 / 73           |
| Egyesült Királyság | Plaid Cymru                   | EFA          | 1 / 73           |
| Észtország         | Indrek Tarand (független)     | Független    | 1 / 6            |
| Finnország         | Zöld Liga                     | EGP          | 2 / 13           |
| Franciaország      | Az Ökológusok                 | EGP          | 15 / 74          |
| Franciaország      | A Korzikai Nemzet Pártja      | EFA          | 1 / 72           |
| Görögország        | Ökológus Zöldek               | EGP          | 1 / 22           |
| Hollandia          | Baloldali Zöldek              | EGP          | 3 / 26           |
| Lettország         | Lettországi Orosz Unió        | EFA          | 1 / 9            |
| Luxemburg          | A Zöldek                      | EGP          | 1 / 6            |
| Németország        | Szövetség ’90/Zöldek          | EGP          | 14 / 99          |
| Spanyolország      | Katalán Republikánus Baloldal | EFA          | 1 / 54           |
| Spanyolország      | Katalóniai Zöld Kezdeményezés | EGP          | 1 / 54           |
| Svédország         | Zöld Párt                     | EGP          | 2 / 20           |
| Svédország         | Svéd Kalózpárt                | PPEU         | 2 / 20           |
| Európai Unió       | Összesen                      | Összesen     | 55 / 751         |

### 6. Európai Parlament (2004–2009)
| Ország             | Párt                          | Európai Párt | Képviselők száma |
| ------------------ | ----------------------------- | ------------ | ---------------- |
| Ausztria           | Zöldek – A Zöld Alternatíva   | EGP          | 2 / 19           |
| Belgium            | Ecolo                         | EGP          | 1 / 24           |
| Belgium            | Zöld                          | EGP          | 1 / 24           |
| Dánia              | Szocialista Néppárt           | EGP          | 1 / 14           |
| Egyesült Királyság | Anglia és Wales Zöld Pártja   | EGP          | 2 / 78           |
| Egyesült Királyság | Skót Nemzeti Párt             | EFA          | 2 / 78           |
| Egyesült Királyság | Plaid Cymru                   | EFA          | 1 / 78           |
| Finnország         | Zöld Liga                     | EGP          | 2 / 13           |
| Franciaország      | Az Ökológusok                 | EGP          | 6 / 78           |
| Franciaország      | A Korzikai Nemzet Pártja      | EFA          | 1 / 78           |
| Hollandia          | Baloldali Zöldek              | EGP          | 2 / 23           |
| Hollandia          | Átlátható Európa              | Nincs        | 2 / 23           |
| Lettország         | Lettországi Orosz Unió        | EFA          | 1 / 9            |
| Luxemburg          | A Zöldek                      | EGP          | 1 / 6            |
| Németország        | Szövetség ’90/Zöldek          | EGP          | 13 / 99          |
| Románia            | Tőkés László (független)      | Független    | 1 / 35           |
| Spanyolország      | Katalán Republikánus Baloldal | EFA          | 1 / 54           |
| Spanyolország      | Katalóniai Zöld Kezdeményezés | EGP          | 1 / 54           |
| Svédország         | Zöld Párt                     | EGP          | 1 / 19           |
| Európai Unió       | Összesen                      | Összesen     | 42 / 751         |

### 5. Európai Parlament (1999–2004)
| Ország             | Párt                                              | Európai Párt | Képviselők száma |
| ------------------ | ------------------------------------------------- | ------------ | ---------------- |
| Ausztria           | Zöldek – A Zöld Alternatíva                       | EGP          | 2 / 21           |
| Belgium            | Ecolo                                             | EGP          | 3 / 25           |
| Belgium            | Zöld                                              | EGP          | 2 / 25           |
| Belgium            | Népszövetség                                      | EFA          | 2 / 25           |
| Dánia              | Szocialista Néppárt                               | EGP          | 1 / 16           |
| Egyesült Királyság | Anglia és Wales Zöld Pártja                       | EGP          | 2 / 87           |
| Egyesült Királyság | Skót Nemzeti Párt                                 | EFA          | 2 / 87           |
| Egyesült Királyság | Plaid Cymru                                       | EFA          | 2 / 87           |
| Finnország         | Zöld Liga                                         | EGP          | 2 / 15           |
| Franciaország      | A Zöldek                                          | EGP          | 9 / 87           |
| Hollandia          | Baloldali Zöldek                                  | EGP          | 4 / 31           |
| Írország           | Zöld Párt                                         | EGP          | 2 / 15           |
| Németország        | Szövetség ’90/Zöldek                              | EGP          | 7 / 99           |
| Olaszország        | Zöldek Szövetsége                                 | EGP          | 2 / 87           |
| Spanyolország      | Katalán Republikánus Baloldal, Baszk Szolidaritás | EFA          | 1 / 63           |
| Spanyolország      | Baszk Nacionalista Párt                           | EFA          | 1 / 63           |
| Spanyolország      | Galiciai Nacionalista Blokk                       | EFA          | 1 / 63           |
| Spanyolország      | Andalúz Párt                                      | EFA          | 1 / 63           |
| Svédország         | Zöld Párt                                         | EGP          | 2 / 22           |
| Európai Unió       | Összesen                                          | Összesen     | 48 / 626         |